# John Day

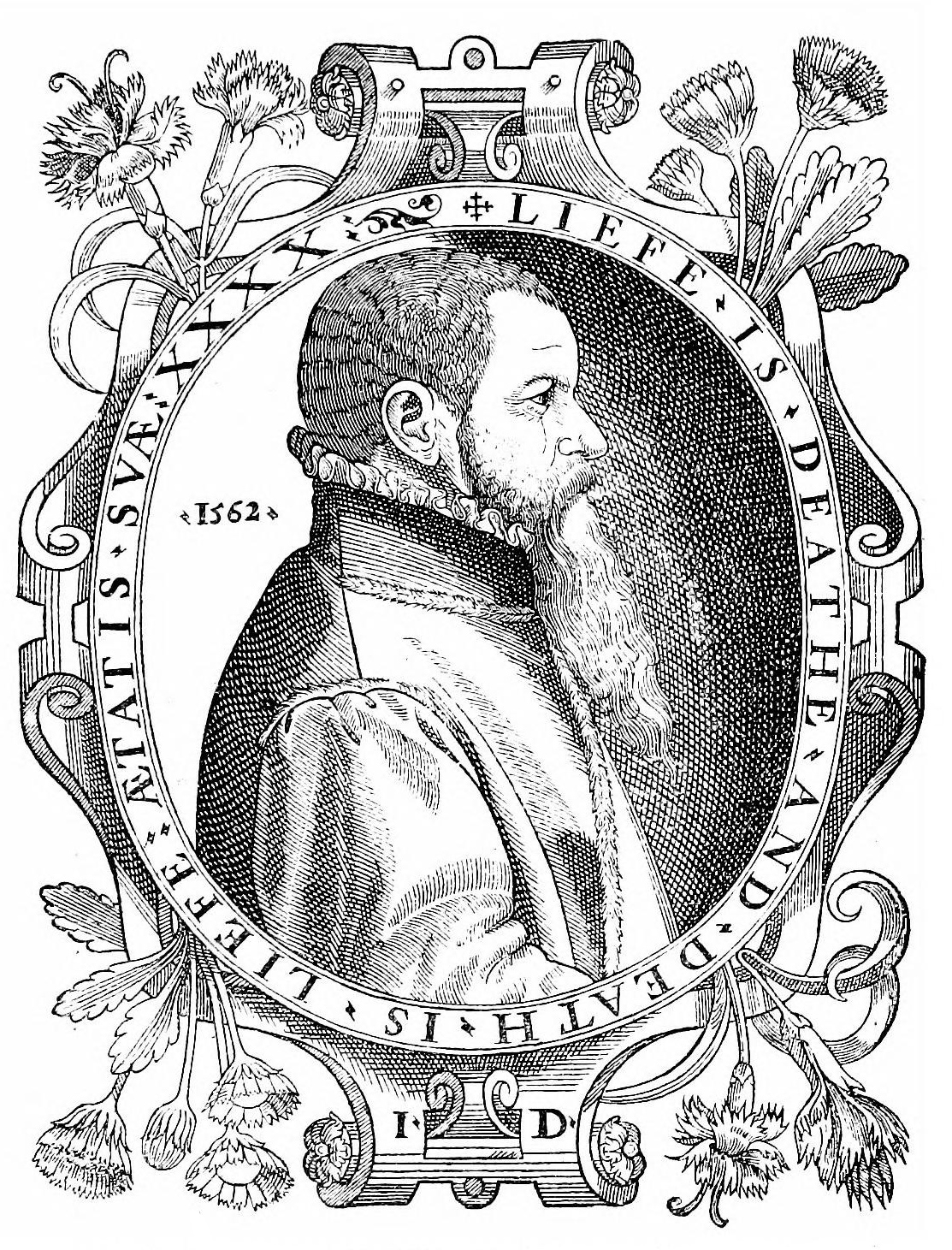
John Day.

John Day o Daye (c. 1522 – 23 de julio de 1584) fue un impresor inglés protestante, conocido por imprimir El libro de los mártires de John Foxe. Day originalmente imprimía trabajos religiosos más que otra cosa, a menudo de una naturaleza controvertida, pero luego completó algunos de los proyectos de impresión más extensos y técnicamente complejos de su tiempo. La excelencia técnica de sus impresos se complementaba con su habilidad para los negocios: a través de contactos con poderosas figuras de la corte, Day se aseguró la posesión de varios monopolios lucrativos a lo largo de su carrera.

## Comienzos de su carrera y encarcelamiento
Existe una antigua tradición que afirma que Day nació en Dunwich, sin embargo no hay evidencia documental que apoye esa creencia. Sus orígenes y los eventos de sus primeros años permanecen en la oscuridad. Su primera aparición como impresor fue en 1547, cuando trabajaba con su compañero William Seres. Los dos hombres se especializaban en la impresión de trabajos religiosos, como los escritos por Robert Crowley, que estaban muy relacionados con las controversias teológicas de la época. En 1550 aproximadamente, la sociedad económica que habían formado era ya lo suficientemente exitosa como para que cada uno tuviera su propio negocio. Day estableció su nuevo comercio en Aldersgate.
En 1552, Day recibió la valiosa patente que le permitía imprimir English Catechism. Con una buena reputación entre la sociedad protestante y conexiones con gente como William Cecil, parecía tener una carrera exitosa asegurada. Sin embargo, la reina María I accedió al trono en 1553 y el clima religioso del país cambió. 
Durante años se creyó que a la ascensión de María, Day escapó al continente para evitar la persecución. No obstante, la erudita Elizabeth Evenden demostró que el impresor estableció un local clandestino en Lincolnshire, en un lugar que pertenecía a Cecil, y continuó la impresión de trabajos protestantes polémicos bajo el nombre de Michael Wood. Aun así, fue capturado y enviado a la Torre de Londres en 1554.
Tal vez por la falta impresores debido a la huida de trabajadores protestantes, Day fue liberado al año siguiente y se le fue permitido volver a imprimir. Trabajó un tiempo con Seres produciendo obras oficialmente aprobadas, y se convirtió incluso en el impresor oficial de la City de Londres.

## Período isabelino
Con la ascensión de Isabel I al trono en 1558, comenzó a producir trabajos más distinguidos. Imprimió The Cosmographical Glasse de William Cuningham utilizando el estilo tipográfico de letra cursiva y material de impresión de la más alta calidad. Este fue el primer libro impreso en Inglaterra que alcanzó el nivel estándar de las más distinguidas obras producidas en el continente.
Day estaba relacionado con el poderoso Cecil, así como también con Robert Dudley, el favorito de la reina Isabel. Con la ayuda de sus contactos, había podido conseguir patentes lucrativas para imprimir Metrical Psalms, ABCs y English Catechism. (Durante este período, el soberano podía conceder patentes a impresores favorecidos, dándoles monopolios sobre trabajos particulares, a menudo por una cantidad de años fija. Estas patentes reales no eran reguladas por la Worshipful Company of Stationers and Newspaper Makers, que de no ser así controlarían sus ventas.) Los monopolios de Day en estos trabajos populares perennes serían la base de sus riquezas y un buen acuerdo entre él y aquellos que se dedicaban a los mismos negocios, uno de los cuales intentó matarlo. En los procedimientos legales después de la muerte de Day se manifestó que dichas patentes valían entre £200 y £500 por año (aproximadamente una £40.000 por año en el año 2000).

## El Libro de los Mártires
En 1563, emprendió la impresión de la obra por la cual es más conocido, El Libro de los Mártires de John Foxe. Es probable que Day y Foxe se hayan conocido a través de Cecil; los dos se convirtieron en íntimos colaboradores. Según la tradición, Foxe, quien revisó y agregó material al libro, vivía en ese tiempo en el negocio de Day, durante la producción del libro; es cierto que al menos lo visitaba una vez por semana. Day invirtió mucho tiempo y dinero en esta obra, convirtiendo dicho proyecto en el más grande de su tipo emprendido en Inglaterra hasta entonces. La excelente calidad de la hoja y de la impresión significó un gran costo, pero las ventas pudieron saldar la inversión.
Day continuó emprendiendo proyectos estimulantes y difíciles. Ya había impreso el primer libro inglés de música de iglesia en 1560. En 1567, Matthew Parker, arzobispo de Cantenbury, comisionó a Day para imprimir una colección de escritos de Ælfric. En este trabajo, el impresor utilizó la escritura anglosajona por primera vez. Los costos fueron saldados por Parker, quien fue quizás su cliente más importante.
Utilizó el mismo alfabeto en la impresión de Archaionomia (una colección de leyes anglosajonas) de William Lambarde en 1568. En 1570, imprimió English Euclid de Henry Billingsley y John Dee, el cual es uno de los primeros libros que incluye diagramas movibles y desplegables. 
Day y Foxe completaron la segunda edición de El Libro de los Mártires en 1570. Era más grande que la primera: un total de 2300 páginas organizadas en dos enormes volúmenes. Esta edición recibió reconocimiento oficial en 1571 cuando se dispuso que toda catedral y hogar de cualquier miembro del clero debería tener una copia. El mismo año imprimió Scholemaster de Roger Ascham.

## Años finales
En la década de 1570 tardía, existía un considerable descontento entre los miembros de Worshipful Company of Stationers and Newspaper Makers menos ricos sobre las cuantiosas patentes de Day. Luego de una disputa, Day abandonó algunos de sus monopolios, incluyendo el de ABCs, entregándolos a miembros menos adinerados. En 1580, tomó un nuevo y más importante cargo en aquella compañía, a partir del cual se enfocó vigorosamente en la piratería; demandó incluso a su hijo mayor, Richard, por aquello.
Su salud comenzó a deteriorarse rápidamente en 1582. A pesar de que estaba debilitándose, completó la tercera edición de El Libro de los Mártires en 1583. Murió al año siguiente.
Day se había casado dos veces y había tenido veinticuatro hijos, la mayoría de los cuales murieron durante su infancia. Durante su larga carrera produjo unos 230 libros. En su impresora está escrito el lema "Arise for it is Day", que constituye un recuerdo en su nombre, así como también una alusión a la nueva era de la reforma religiosa.